# Олеша (гміна)
Ґміна Олєша — адміністративна субодиниця Тлумацького повіту Станіславського воєводства і Крайсгауптманшафту Станіслав. Утворена 1 серпня 1934 року згідно з розпорядженням Міністерства внутрішніх справ РП від 26 липня 1934 за підписом міністра Мар'яна Зиндрама-Косьцялковського. Центр — Олеша.

## Короткі відомості
Утворена на території попередніх самоврядних сільських ґмін Будзин, Делява, Доліна, Горигляди, Олєша. Згідно адміністративної реформи, село Олеша стало центром сільської ґміни Олєша. 
У 1934 р. територія ґміни становила 80,64 км². Населення ґміни станом на 1931 рік становило 10 388 осіб. Налічувалось 2 254 житлові будинки.
Ґміна ліквідована 17 січня 1940 р. у зв’язку з утворенням Тлумацького району. Ґміна була відновлена на час німецької окупації з липня 1941 р. до липня 1944 р.